# Richard Palmer (Erzbischof)
Richard Palmer (* vor 1157; † 7. August 1195 in Messina) war ein englischer Geistlicher, der in Sizilien wirkte. Ab 1157 war er Elekt, dann ab 1169 Bischof von Syrakus und von 1183 bis zu seinem Tod Erzbischof von Messina. Er gehörte zu den Familiaren der Könige Wilhelm I. und Wilhelm II. von Sizilien und war somit ein führendes Mitglied des normannischen Hofes in Palermo.

## Karriere

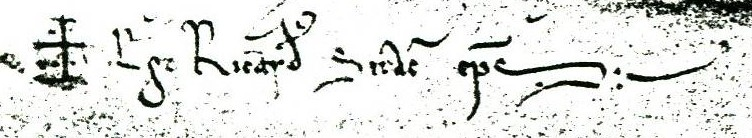
Unterschrift von 1182

Informationen über Ort und Zeit seiner Geburt oder über seinen familiären Hintergrund liegen nicht vor. England wird auf seinem Epitaph in Messina als Heimat genannt. Obwohl durch den Vertrag von Benevent bereits 1156 eine grundsätzliche Beilegung des Konfliktes zwischen Papst und sizilischem König erreicht worden war, zeigte Richard keine Eile, die Bischofsweihe zu erhalten. Da er sich nach der Ermordung des Ammiratus ammiratorum Maio von Bari erfolgreich für die Befreiung des in einer Adelsverschwörung gefangengesetzten Königs eingesetzt hatte, wurde er zum engen Berater Wilhelms I., der nach dem Zeugnis des Romuald von Salerno ihn und den magister notarius Matheus von Salerno der Königin Margarita als Familiaren für die Zeit der Unmündigkeit seines Sohnes und Nachfolgers Wilhelms II. zur Seite stellte. Diese setzte zunächst den Kaid Petrus an die Spitze des Familiarenrats. Nach dessen Flucht rief sie ihren Verwandten Stephan von Perche nach Sizilien, ernannte ihn zum Kanzler und ließ ihn zum Elekten von Palermo wählen. Damit war der Plan Richards, selbst Erzbischof von Palermo zu werden, gescheitert, zumal auch Bischof Gentilis von Agrigent zu seinen Gegnern zählte. Durch die Wahl Walters zum Erzbischof nach dem erzwungenen Weggang Stephans ins Heilige Land 1168 blieb ihm dieses Amt dauerhaft versperrt und die Erhebung zum Erzbischof von Messina 1183 bedeutete auch den faktischen Ausschluss aus dem inneren Zirkel der Macht am Hofe von Palermo, zu dem er gemeinsam mit Walter und Matheus über zehn Jahre gehört hatte.
Am 28. April 1169 erhielt er von Papst Alexander III. das Pallium, 1170 verhandelte er mit ihm in Anagni im Auftrag des sizilischen Königs zugunsten Heinrichs II. von England. Er stand im brieflichen Kontakt mit Petrus von Blois, der zeitweise am Königshof von Palermo tätig gewesen war, und mit Thomas Becket. Eine Zusage des englischen Königs, ihm das Bistum Lincoln zu verschaffen, wurde nicht realisiert.
Richard leitete auch die Delegation sizilischer Würdenträger, die Heinrichs Tochter Johanna in St. Gilles in Empfang nahm, um sie nach Palermo zu geleiten, wo sie im Februar 1177 mit Wilhelm II. vermählt wurde. Auf der Dotalurkunde für Johanna steht er in der Zeugenliste nach Walter von Palermo und Erzbischof Alfanus von Capua an dritter Stelle vor den Erzbischöfen Rainald von Bari, Nikolaus von Messina und Rufus von Cosenza. In der Datierung wird er von da an wieder regelmäßig unter den Dataren genannt, aus denen ihn Bartholomäus von Agrigent, der Bruder Walters, zeitweise verdrängt hatte.